# Tomasz Kozika
Tomasz Kozika herbu własnego – podkomorzy włodzimierski w latach 1661–1667, podstoli włodzimierski w latach 1637–1661, rotmistrz wołyński w 1637 roku.
Był posłem na sejmy: konwokacyjny 1632, 1638, 1641, 1648, 1649, 1653, 1662 roku z województwa wołyńskiego.
Był członkiem konfederacji generalnej zawiązanej 16 lipca 1632 roku.